# إنها فتاة
إنها فتاة: الكلمات الثلاثة الأكثر دموية في العالم، بالانجليزية "It's a Girl: The Three Deadliest Words in the World"، هو عنوان لفيلم وثائقي تم انتاجه عام 2012 يستكشف ممارسة وأد الإناث، من إخراج إيفان غراي ديفيس "Evan Grae Davis"، وركز بشكل رئيسي على الهند والصين، وقدرت الأمم المتحدة أن ما يصل إلى 200 مليون أنثى «مفقودة» حتى اليوم، ومعظمهم كان يعيش في الهند والصين، وقد استغرق الفيلم أربع سنوات لإصداره.

الفيلم الوثائقي يفتتح في الهند، على مشهد لامرأة تقف في حقل، وتشرح أنها قتلت ثمانية من مواليدها عن طريق الخنق لأنهم كانوا من الإناث، وكان «ديفيس» قد عمل في البداية، على إنشاء فيلم وثائقي عن الاتجار بالجنس واستغلال النساء، لكن بعد أن استمع إلى قصة من امرأة هندية، تحول إتجاه «ديفيس» وألغى فكرته الأولى، وبدلا من ذلك تم إنشاء فيلم وثائقي مع التركيز الوحيد على كون فكرته القتل المنظم لجنس معين "Gendercide".

وكان تركيز «ديفيس» على الصين وممارسة وأد الإناث في الهند، حيث أن المعايير الثقافية، جنبا إلى جنب مع الممارسات الثقافية مثل نظام المهر في الهند وسياسة الطفل الواحد الصين "Only child"، لها دور هام في هذه الممارسة، كما عمل «ديفيس» في حركة تبشيرية "Harvest Media Ministry"، وهي منطمة تقوم بإنتاج أفلام ضد الإجهاض للجمعيات الكنسية.

## التصوير
يتضمن الفيلم الوثائقي، مقابلات أجرها «ديفيس» مع الأخصائيين الاجتماعيين والنساء في المجتمعات الريفية والنشطاء، التي وجد من خلالها أن السبب الرئيسي لهذه الممارسة هو الفقر، ولكن أيضا المعايير الثقافية التي تؤدي إلى ان الذكور أكثر قيمة من الإناث تلعب عاملا هاما. 

وفي هذه المجتمعات، الذكور هم معيلو الأسرة، ويجب أن تتزوج الفتيات بمهر لا يستطيع الكثيرون تحمله، وهذا بدوره يؤدي إلى «ثقافة الموت»، و الإجهاض القسري في الصين أمر شائع، حيث أن جزءا من الفيلم الوثائقي يتعلق بالنساء اللواتي يضطرن إلى الفرار من عمليات التمشيط الدورية التي تقوم بها الشرطة لإنفاذ قانون الطفل الواحد، وبسبب النقص في عدد النساء، ارتفع الاتجار بالبشر ارتفاعا حادا في الصين، وتضمن الفليم الوثائقي مقابلة واحدة لامرأة اختطفت ابنتها ثم باعت كرقيق.

وقال «ديفيس» انه من الصعب بشكل استثنائى في الصين حمل النساء على المشاركة في الافلام، ومع ذلك، إلتقى بعامل مصنع اسمه «لي فانغ Li Fang» الذي كان على استعداد لمشاركة قصته هو وزوجته، بعد أن اكتشفت الشرطة أن زوجته حاملا للمرة الثالثة، داهموا منزلهم، واضطرت هي وزوجها إلى الفرار من قريتهما وأنجبت سرا، واعتبرت ابنتهم «غير قانونية»، وبالتالي لا يمكنها الحصول على التعليم أو الرعاية الصحية، أو العمل بشكل قانوني.
في الهند، أجرى «ديفيس» مقابلة مع طبيبة الأطفال الدكتورة «ميتو خورانا»، ومن خلال المقابلة، روت قصتها، حيث أنها أُجبرت عندما وجدت أنها حامل على إجراء الموجات فوق الصوتية من قِبل زوجها وأمه، وكما هو الحال مع نظام المهر، أيضًا اختبار نوع الجنس غير قانوني في الهند، حيث أن ذلك يُستخدم للإجهاض بسبب جنس الجنين، وعندما أظهرت الموجات فوق الصوتية أن «خورانا» كانت حاملاً بتوأمتين، طلب زوجها وحماتها منها إجهاض الحمل، لكنها رفضت ونتيجةً لذلك ألقى بها زوجها أسفل الدرج وحبسها، لكنها تمكنت من الهرب مع أطفالها منذ شهرين، ومنذ ذلك الحين قامت بشن حملة لاعتقال زوجها والطبيب الذي أجرى الموجات فوق الصوتية غير القانونية، ولكن لم تُوَجَّه تهم قط.
وتشير التقديرات إلى أن هناك 37 مليون من الذكور أكثر من الإناث في الصين، وبحث الفيلم الوثائقي أيضا في المعدل المتزايد للانتحار الأنثوي في الصين، ويكشف العلاقة بين الانتحار وانخفاض قيمة الإناث بسبب المعايير الثقافية، وقد اعلنت الحكومة الصينية مؤخرا انها ستبدأ في التخلص التدريجى من سياسة الطفل الواحد التي قد تساعد في الحد من وأد البنات في الصين، ومع ذلك، ووفقا للفيلم الوثائقي، فأن القيم الثقافية بحاجة إلى تغيير بحيث تكون الأسر سعيدة بأن لديها ابنة كما لديها ابن.

## عرض الفيلم
تم عرض الفيلم الوثائقي في مهرجان منظمة العفو الدولية بالانجليزية «منظمة العفو الدولية» السابع لبطولة التوعية في تورنتو في كندا، وفي البرلمان الأوروبي في بروكسل، وقد شارك الصحفي في حقوق الإنسان رام ماشرو "Ram Mashru"، الذي عمل مع ديفيس لرفع مستوى الوعي بهذه القضية، في سؤال وجواب بعد أن قامت جمعيتان طلابيتان في جامعة أكسفورد، وهما محامون بلا حدود "Lawyers Without Borders" ومنظمة نساء من أجل المرأة الدولية بالانجليزية "Women for Women International"، بعرض الفيلم الوثائقي في مسرح ساسكاتشوان "Saskatchewan" في كلية إكستر "Exeter College" في أكسفورد.